# Jaroslav Vejvoda
Jaroslav Vejvoda (Praga, 1º luglio 1920 – Praga, 28 luglio 1996) è stato un allenatore di calcio e calciatore cecoslovacco, di ruolo attaccante.
Dopo una carriera di successo da calciatore – tre titoli cecoslovacchi con lo Sparta – iniziò la carriera da allenatore guidando il Vítkovice, il Baník Ostrava, il Dukla Praga e i polacchi del Legia Varsavia. In particolare, queste ultime due squadre nascevano da reparti militari ed erano tra le più popolari nei rispettivi Paesi: le squadre nate dall'esercito hanno sempre avuto caratteristiche diverse da quelle comuni, nonostante ciò Vejvoda riuscì a vincere con entrambe. Da manager, decise di non allenare alcuna selezione nazionale in contemporanea alla guida tecnica di un suo club, tuttavia, secondo l'ex presidente del Dukla Praga Rudolf Kocek «se guardiamo a tutti gli allenatori che hanno spinto i giocatori delle proprie squadre nella Nazionale, scopriamo che Jaroslav Vejvoda è l'allenatore di maggior successo nella storia calcistica cecoslovacca.»
È stato descritto come un tecnico intelligente, modesto e inflessibilmente rigido, definito anche come un «dittatore» nell'organico del Dukla Praga.
Per la sua carriera da allenatore, è stato premiato con la medaglia Miroslav Tyrš. Ha inoltre vinto per quattro edizioni consecutive (1961-1964) la coppa America di calcio, competizione internazionale disputata negli Stati Uniti d'America.

## Carriera
Gioca da centravanti con le maglie di Sparta, Slavia Praga e Vítkovice, ritirandosi dal calcio giocato nel 1953. Da calciatore ha segnato 55 reti in 121 presenze nella prima divisione cecoslovacca.
Il 14 ottobre 1951 gioca la sua unica partita con la Nazionale cecoslovacca: Vejvoda segna un gol, vano a causa della sconfitta patita contro l'Ungheria in amichevole (1-2).
Diviene un manager. Allena il Vítkovice, poi passa al Baník Ostrava, quindi è contattato dal Dukla Praga nel 1959: è immediatamente richiesto a Praga, ma Vejvoda opta per onorare il restante anno di contratto con il club di Ostrava e, scaduto il contratto, firma con il Dukla Praga nel 1960.
Vince la prima edizione della coppa nazionale assieme al campionato cecoslovacco nel 1961, completando una prima storica doppietta. Vince altri tre campionati consecutivi (1962, 1963 e 1964) e la coppa nazionale nel 1965. In seguito è chiamato alla guida dei polacchi del Legia Varsavia: Vejvoda vince il campionato polacco nel 1969. Fa la spola tra Dukla Praga e Legia Varsavia fino al 1980, vincendo altri due campionati cecoslovacchi con il Dukla Praga.
A fine carriera conta 11 titoli vinti tra cui 7 campionati cecoslovacchi d'allenatore del Dukla Praga.

## Statistiche d'allenatore

### Club
In grassetto le competizioni vinte.
| Stagione              | Squadra                      | Campionato            | Campionato | Campionato | Campionato | Campionato | Coppe nazionali | Coppe nazionali | Coppe nazionali | Coppe nazionali | Coppe nazionali | Coppe continentali | Coppe continentali | Coppe continentali | Coppe continentali | Coppe continentali | Altre coppe | Altre coppe | Altre coppe | Altre coppe | Altre coppe | Totale | Totale | Totale | Totale | Vittorie % | Piazzamento |
| Stagione              | Squadra                      | Comp                  | G          | V          | N          | P          | Comp            | G               | V               | N               | P               | Comp               | G                  | V                  | N                  | P                  | Comp        | G           | V           | N           | P           | G      | V      | N      | P      | %          | Piazzamento |
| --------------------- | ---------------------------- | --------------------- | ---------- | ---------- | ---------- | ---------- | --------------- | --------------- | --------------- | --------------- | --------------- | ------------------ | ------------------ | ------------------ | ------------------ | ------------------ | ----------- | ----------- | ----------- | ----------- | ----------- | ------ | ------ | ------ | ------ | ---------- | ----------- |
| 1954                  | Baník Vítkovice VŽKG Ostrava | 2L                    | 18         | 8          | 3          | 7          | -               | -               | -               | -               | -               | -                  | -                  | -                  | -                  | -                  | -           | -           | -           | -           | -           | 18     | 8      | 3      | 7      | 44,44      | 5º          |
| 1955                  | Baník Vítkovice VŽKG Ostrava | 2L                    | 22         | 11         | 3          | 8          | -               | -               | -               | -               | -               | -                  | -                  | -                  | -                  | -                  | -           | -           | -           | -           | -           | 22     | 11     | 3      | 8      | 50,00      | 6º          |
| 1956                  | Baník Vítkovice VŽKG Ostrava | 2L                    | 22         | 13         | 1          | 8          | -               | -               | -               | -               | -               | -                  | -                  | -                  | -                  | -                  | -           | -           | -           | -           | -           | 32     | 17     | 8      | 7      | 53,13      | 2º          |
| 1957-1958             | Baník Vítkovice VŽKG Ostrava | 2L                    | 33         | 15         | 4          | 14         | -               | -               | -               | -               | -               | -                  | -                  | -                  | -                  | -                  | -           | -           | -           | -           | -           | 33     | 15     | 4      | 14     | 45,45      | 7º          |
| Totale Vítkovice      | Totale Vítkovice             | Totale Vítkovice      | 95         | 47         | 11         | 37         |                 | -               | -               | -               | -               |                    | -                  | -                  | -                  | -                  |             | -           | -           | -           | -           | 95     | 47     | 11     | 37     | 49,47      |             |
| 1958-1959             | Baník Ostrava                | IL                    | 26         | 10         | 6          | 10         | -               | -               | -               | -               | -               | -                  | -                  | -                  | -                  | -                  | -           | -           | -           | -           | -           | 26     | 10     | 6      | 10     | 38,46      | 6º          |
| 1959-1960             | Baník Ostrava                | IL                    | 26         | 12         | 4          | 10         | -               | -               | -               | -               | -               | -                  | -                  | -                  | -                  | -                  | -           | -           | -           | -           | -           | 26     | 12     | 4      | 10     | 46,15      | 6º          |
| Totale Baník Ostrava  | Totale Baník Ostrava         | Totale Baník Ostrava  | 52         | 22         | 10         | 20         |                 | -               | -               | -               | -               |                    | -                  | -                  | -                  | -                  |             | -           | -           | -           | -           | 52     | 22     | 10     | 20     | 42,31      |             |
| 1960-1961             | Dukla Praga                  | IL                    | 26         | 17         | 5          | 4          | CS              | 2+              | 2+              | 0+              | 0               | -                  | -                  | -                  | -                  | -                  | -           | -           | -           | -           | -           | 28     | 19     | 5      | 4      | 67,86      | 1º          |
| 1961-1962             | Dukla Praga                  | IL                    | 26         | 15         | 5          | 6          | CS              | 1+              | 0+              | 1+              | 0               | CC                 | 6                  | 3                  | 1                  | 2                  | -           | -           | -           | -           | -           | 33     | 18     | 7      | 8      | 54,55      | 1º          |
| 1962-1963             | Dukla Praga                  | IL                    | 26         | 16         | 3          | 7          | -               | -               | -               | -               | -               | CC                 | 6                  | 3                  | 2                  | 1                  | -           | -           | -           | -           | -           | 32     | 19     | 5      | 8      | 59,38      | 1º          |
| 1963-1964             | Dukla Praga                  | IL                    | 26         | 16         | 5          | 5          | -               | -               | -               | -               | -               | CC                 | 6                  | 4                  | 0                  | 2                  | -           | -           | -           | -           | -           | 32     | 20     | 5      | 7      | 62,50      | 1º          |
| 1964-1965             | Dukla Praga                  | IL                    | 26         | 9          | 9          | 8          | CS              | 1+              | 0+              | 1+              | 0               | CC                 | 5                  | 1                  | 2                  | 2                  | -           | -           | -           | -           | -           | 32     | 10     | 12     | 10     | 31,25      | 8º          |
| 1965-1966             | Dukla Praga                  | IL                    | 26         | 13         | 7          | 6          | CS              | 2+              | 2+              | 0+              | 0               | CdC                | 4                  | 2                  | 1                  | 1                  | -           | -           | -           | -           | -           | 32     | 17     | 8      | 7      | 53,13      | 1º          |
| 1966-1967             | Legia Varsavia               | IL                    | 26         | 9          | 10         | 7          | CP              | 2               | 1               | 0               | 1               | CdC                | 2                  | 0                  | 1                  | 1                  | -           | -           | -           | -           | -           | 30     | 10     | 11     | 9      | 33,33      | 4º          |
| 1967-1968             | Legia Varsavia               | IL                    | 26         | 13         | 9          | 4          | CP              | 2               | 1               | 1               | 0               | -                  | -                  | -                  | -                  | -                  | -           | -           | -           | -           | -           | 45     | 24     | 14     | 7      | 53,33      | 2º          |
| 1968-1969             | Legia Varsavia               | IL                    | 26         | 16         | 7          | 3          | CP              | 7               | 5               | 1               | 1               | CdC                | 6                  | 3                  | 1                  | 2                  | -           | -           | -           | -           | -           | 39     | 24     | 9      | 6      | 61,54      | 1º          |
| 1969-1970             | Dukla Praga                  | IL                    | 30         | 10         | 12         | 8          | -               | -               | -               | -               | -               | -                  | -                  | -                  | -                  | -                  | -           | -           | -           | -           | -           | 30     | 10     | 12     | 8      | 33,33      | 7º          |
| 1970-1971             | Dukla Praga                  | IL                    | 30         | 10         | 8          | 12         | -               | -               | -               | -               | -               | -                  | -                  | -                  | -                  | -                  | -           | -           | -           | -           | -           | 33     | 18     | 7      | 8      | 54,55      | 13º         |
| 1971-1972             | Dukla Praga                  | IL                    | 30         | 14         | 7          | 9          | CS              | 2+              | 0+              | 0+              | 2               | -                  | -                  | -                  | -                  | -                  | -           | -           | -           | -           | -           | 32     | 19     | 5      | 8      | 59,38      | 3º          |
| 1972-1973             | Dukla Praga                  | IL                    | 30         | 12         | 10         | 8          | -               | -               | -               | -               | -               | CU                 | 2                  | 0                  | 1                  | 1                  | -           | -           | -           | -           | -           | 32     | 12     | 11     | 9      | 37,50      | 4º          |
| 1973-1974             | Legia Varsavia               | IL                    | 30         | 12         | 10         | 8          | CP              | 3               | 2               | 0               | 1               | -                  | -                  | -                  | -                  | -                  | -           | -           | -           | -           | -           | 45     | 24     | 14     | 7      | 53,33      | 4º          |
| 1974-1975             | Legia Varsavia               | IL                    | 30         | 9          | 11         | 10         | CP              | 1               | 0               | 0               | 1               | CU                 | 2                  | 0                  | 1                  | 1                  | -           | -           | -           | -           | -           | 33     | 9      | 12     | 12     | 27,27      | 6º          |
| Totale Legia Varsavia | Totale Legia Varsavia        | Totale Legia Varsavia | 138        | 59         | 47         | 32         |                 | 15              | 8               | 2               | 4               |                    | 10                 | 3                  | 3                  | 4                  |             | -           | -           | -           | -           | 163    | 70     | 52     | 40     | 42,94      |             |
| 1975-1976             | Dukla Praga                  | IL                    | 30         | 15         | 5          | 10         | -               | -               | -               | -               | -               | -                  | -                  | -                  | -                  | -                  | -           | -           | -           | -           | -           | 30     | 10     | 12     | 8      | 33,33      | 4º          |
| 1976-1977             | Dukla Praga                  | IL                    | 30         | 18         | 6          | 6          | -               | -               | -               | -               | -               | -                  | -                  | -                  | -                  | -                  | -           | -           | -           | -           | -           | 33     | 18     | 7      | 8      | 54,55      | 1º          |
| 1977-1978             | Dukla Praga                  | IL                    | 30         | 19         | 3          | 6          | -               | -               | -               | -               | -               | CC                 | 2                  | 0                  | 2                  | 0                  | -           | -           | -           | -           | -           | 32     | 19     | 5      | 8      | 59,38      | 2º          |
| 1978-1979             | Dukla Praga                  | IL                    | 30         | 18         | 5          | 7          | -               | -               | -               | -               | -               | CU                 | 8                  | 3                  | 2                  | 3                  | -           | -           | -           | -           | -           | 38     | 21     | 7      | 10     | 55,26      | 1º          |
| 1979-1980             | Dukla Praga                  | IL                    | 30         | 15         | 3          | 12         | -               | -               | -               | -               | -               | CC                 | 4                  | 2                  | 0                  | 2                  | -           | -           | -           | -           | -           | 34     | 17     | 3      | 14     | 50,00      | 4º          |
| Totale Dukla Praga    | Totale Dukla Praga           | Totale Dukla Praga    | 426        | 217        | 93         | 116        |                 | 8+              | 4+              | 2+              | 2+              |                    | 43                 | 18                 | 11                 | 14                 |             | -           | -           | -           | -           | 477    | 239    | 106    | 132    | 50,10      |             |
| Totale carriera       | Totale carriera              | Totale carriera       | 711        | 345        | 161        | 205        |                 | 23+             | 12+             | 4+              | 6+              |                    | 53                 | 21                 | 14                 | 18                 |             | -           | -           | -           | -           | 787    | 378    | 179    | 229    | 48,03      |             |

## Palmarès

### Giocatore
- Campionato cecoslovacco: 3

Sparta: 1943-1944, 1945-1946, 1947-1948

### Allenatore
- Campionato cecoslovacco: 7

Dukla Praga: 1960-1961, 1961-1962, 1962-1963, 1963-1964, 1965-1966, 1976-1977, 1978-1979
- Coppa di Cecoslovacchia: 3

Dukla Praga: 1960-1961, 1964-1965, 1965-1966
- Campionato polacco: 1

Legia Varsavia: 1968-1969